# Otorhinolaryngologie
Pour les articles homonymes, voir ORL.
L'otorhinolaryngologie (littéralement « étude de l'oreille, du nez et du larynx ») représente une branche de la médecine spécialisée dans le diagnostic et le traitement des troubles du nez, de la gorge, de l'oreille, et du cou. Le praticien est appelé otorhinolaryngologiste (ORL).

## Surspécialisations
- Chirurgie des cancers de la tête et du cou,
- Otologie : chirurgie de l'oreille externe, moyenne et interne,
- Otoneurochirurgie (chirurgie de l'oreille interne, de l'oreille moyenne et de l'os temporal pour traiter des pathologies intracrâniennes ou de la base du crâne),
- Chirurgie de la base du crâne,
- Chirurgie des sinus : rhinosinusologie,
- Chirurgie du ronflement et du syndrome d'apnées du sommeil,
- Chirurgie du larynx et de la voix,
- Chirurgie de la trachée,
- ORL pédiatrique : chirurgie pédiatrique du nez, de la gorge, des oreilles, de la tête et du cou,
- Chirurgie de la thyroïde et des parathyroïdes,
- Phoniatrie, audiophonologie,
- Vestibulologie[1].

## Maladies du nez, de la gorge, de l'oreille, de la tête et du cou
- Pharyngite - inflammation du pharynx qui donne des symptômes plus ou moins semblables à la tonsillite,
- Angine - Pharyngite + tonsillite - inflammation douloureuse des amygdales, odynophagie (douleur à la déglutition), fièvre,
- Otite - inflammation de l'oreille,
- Vertige - trouble de fonctionnement de l'oreille interne et des voies vestibulaires,
- Acouphène - bruit anormal perçu (bourdonnement d'oreille),
- Hyperacousie - diminution des seuils d'inconfort aux bruits,
- Béance tubaire - ouverture involontaire de la trompe d'Eustache (autophonie).

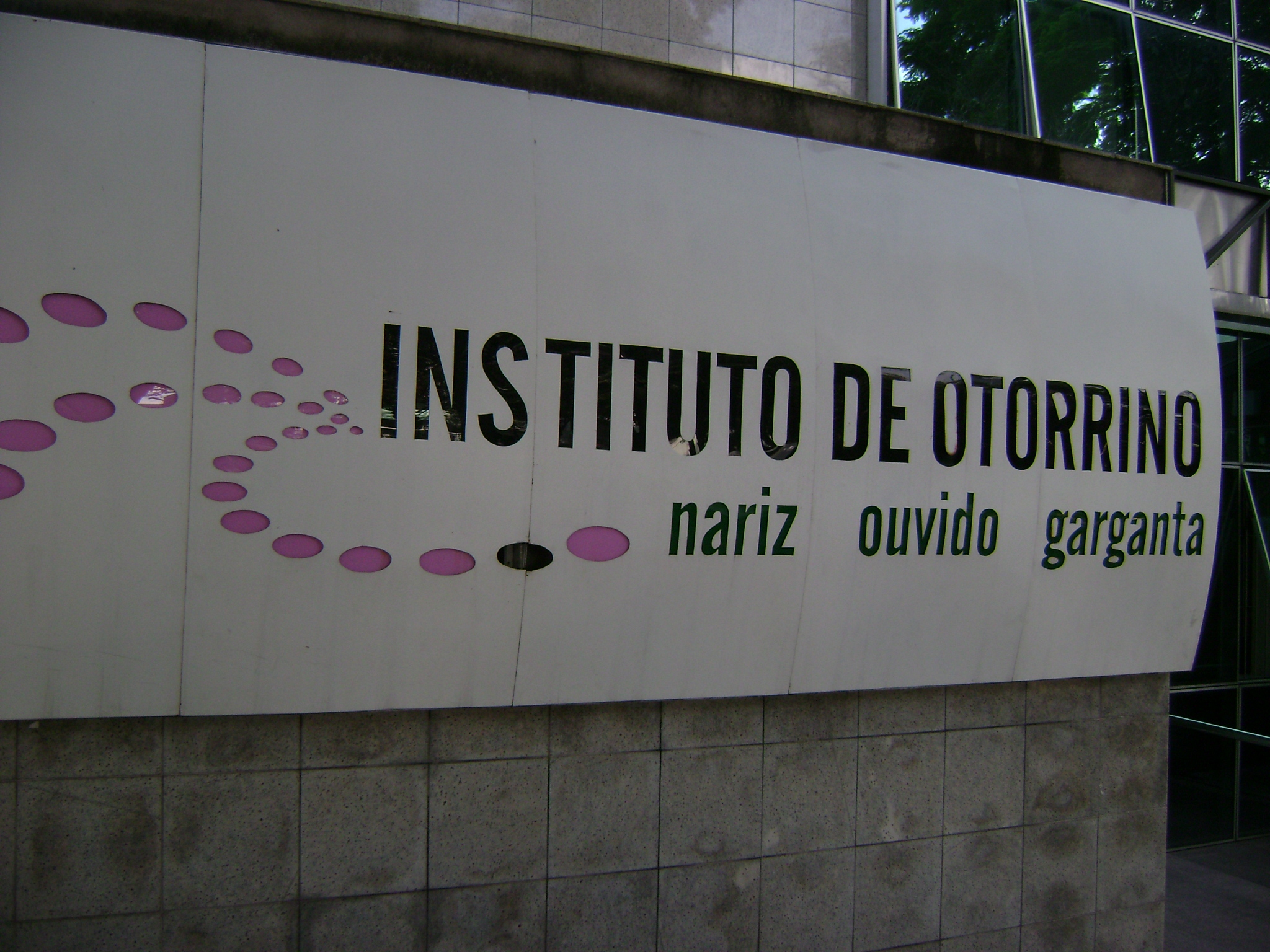
Un institut d'otorhinolaryngologie à Belo Horizonte, Brésil. On lit dessous : nez, oreille et gorge (nariz ouvido garganta).